# كيرون مور
كيرون مور (بالإنجليزية: Kieron Moore)‏ (و. 1924 – 2007 م) هو ممثل أفلام، وممثل تلفزي أيرلندي، توفي عن عمر يناهز 83 عاماً.

## وصلات خارجية
- كيرون مور على موقع IMDb (الإنجليزية)
- كيرون مور على موقع ألو سيني (الفرنسية)
- كيرون مور على موقع أول موفي (الإنجليزية)
- كيرون مور على موقع قاعدة بيانات الأفلام السويدية (السويدية)
- كيرون مور على موقع إن إن دي بي (الإنجليزية)
- كيرون مور على موقع قاعدة بيانات الفيلم (الإنجليزية)
- كيرون مور على موقع كينوبويسك (الروسية)